# Kolonie Daheim

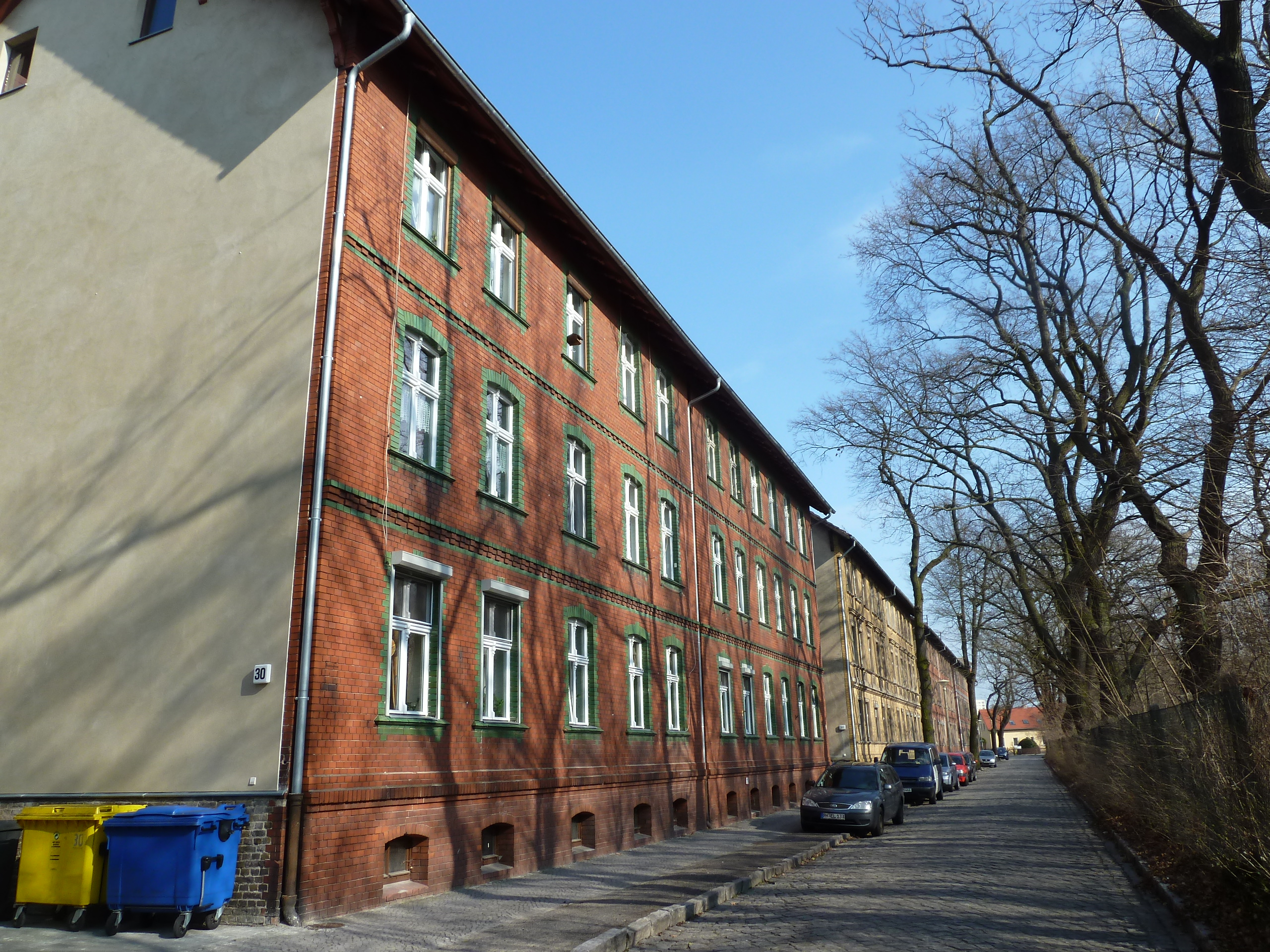
Kolonie Daheim in Potsdam

Die Kolonie Daheim wurde von 1894 bis 1897 für die Arbeiter der nahegelegenen Königlichen Eisenbahnwerkstätten (später Reichsbahnausbesserungswerk/RAW) in Potsdam in unmittelbarer Nähe des Alten Friedhofs gebaut. Die Gründung wurde am 17. Februar 1894 vollzogen, womit sie die älteste Baugenossenschaft Potsdams ist. Zur Kolonie gehörten ursprünglich etwa 210 Wohnungen für rund 800 Einwohner. Sie umfasste die Häuser Kolonie Daheim 1–37. Jedoch wurden im Zweiten Weltkrieg einige der Häuser (18/19 und 22/23) so schwer zerstört, dass sie abgerissen werden mussten.
Nach der Wiedervereinigung Deutschlands war die Eigentumsfrage zunächst ungeklärt. Zudem stand der Deutschen Bahn AG als Nachfolgegesellschaft der Königlichen Eisenbahnwerkstätten ein Vorkaufsrecht zu, was zunächst größere Investitionen unmöglich machte. Eigentümer der Kolonie Daheim ist heute die Wohnungsbaugenossenschaft „Daheim“ eG.
Heute umfasst die Kolonie Daheim 182 Wohnungen. Auftraggeber und Investor war der Bau- und Sparverein für Eisenbahnbedienstete, Architekt war wahrscheinlich R. Mangelsdorff. Das gesamte Wohnensemble steht heute unter Denkmalschutz.